# Formula Palmer Audi
Formula Palmer Audi, förkortat FPA, även kallat Palmer Audi, var en brittisk formelbilsserie, med målet att få fram nya unga racerförare. Serien startades 1998 av racerföraren Jonathan Palmer och lades ned efter säsongen 2010. 

## Bilarna
Bilarna drevs med 1,4 litersmotorer från Audi på 300 hästkrafter. Chassit tillverkades av Van Diemen och Avon var däckleverantör.

## Poängsystem
| Position | 1:a | 2:a | 3:a | 4:a | 5:a | 6:a | 7:a | 8:a | 9:a | 10:a | 11:a | 12:a | 13:e | 14:e | 15:e | 16:e | 17:e | 18:e | 19:e |
| Poäng    | 24  | 20  | 18  | 16  | 15  | 14  | 13  | 12  | 11  | 10   | 9    | 8    | 7    | 6    | 5    | 4    | 3    | 2    | 1    |

Förarna var tvungna att passera mållinjen för att ta poäng.

## Autumn Trophy
Tidigt i november hölls en mindre serie som kallades Formula Palmer Audi Autumn Trophy. Den kördes över två helger och tre deltävlingar båda helgerna.

## Mästare

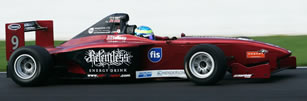
Emma Selway i Formula Palmer Audi 2008.

| År   | Mästare          | Mästare Autumn Trophy |
| ---- | ---------------- | --------------------- |
| 1998 | Justin Wilson    | Derek Hayes           |
| 1999 | Richard Tarling  | Paul Edwards          |
| 2000 | Damien Faulkner  | Philip Giebler        |
| 2001 | Steve Warburton  | kördes ej             |
| 2002 | Adrian Willmott  | Ben Lewis             |
| 2003 | Ryan Lewis       | Jonathan Kennard      |
| 2004 | Jonathan Kennard | Stephen Young         |
| 2005 | Joe Tandy        | Josh Weber            |
| 2006 | Jon Barnes       | Dane Cameron          |
| 2007 | Tim Bridgman     | Richard Keen          |
| 2008 | Jason Moore      | Niall Quinn           |
| 2009 | Richard Plant    | kördes ej             |
| 2010 | Nigel Moore      | kördes ej             |